# Wormaldia mohri
Wormaldia mohri là một loài Trichoptera trong họ Philopotamidae. Chúng phân bố ở miền Tân bắc.